# 昂德洛河
昂德洛河（法語：Andelot，法語發音：[ɑ̃dlo]）是法国奥弗涅-罗讷-阿尔卑斯大区多姆山省与阿列省的河流，是阿列河的左支流，长49.5千米，发源自圣阿古兰，于帕赖苏布里亚耶流入阿列河。